# Brje
Brje (wł.: Bria dei Furlani) – wieś w Słowenii w gminie Ajdovščina. We wsi znajduje się kościół św. św. Cyryla i Metodego, należący do Diecezji Koper.